# 村上暢
村上 暢（むらかみ のぶ、1980年 -）は、日本の小説家、推理作家。福岡県生まれ。東京学芸大学教育学部卒業。

## 概要
『このミステリーがすごい!』大賞の超隠し玉として『ホテル・カリフォルニアの殺人』で、2017年8月に宝島社文庫より小説家デビューする。

## 作品

### 単行本
- ホテル・カリフォルニアの殺人（2017年8月、宝島社文庫）